# Mariana Garza
Mariana Garza Alardín (Monterrey, 19 de octubre de 1970) es una actriz, cantante y conductora de televisión mexicana.

## Biografía
Mariana Garza es nieta del periodista mexicano Ramiro Garza y de la poetisa Carmen Alardín. Alcanzó la fama desde que era una niña, gracias a que formó parte del grupo Timbiriche; durante dos décadas guardó un secreto que después salió a la luz, ya que Ana Silvia Garza, la cual era presentanda como su hermana era en realidad su madre. Mariana es sobrina del actor mexicano Jaime Garza.

## Carrera artística

### Carrera actoral
Su primer trabajo en televisión fue en la telenovela Elisa en 1979. Al año siguiente, Mariana debutó en el teatro con la obra La Maravilla de crecer en 1980. Pero su verdadero éxito llegó en 1982, cuando se une a la banda Timbiriche. En 1987, a la altura del éxito del grupo, Mariana decide abandonarlo para dedicarse a su carrera de actriz. Después de su salida de Timbiriche, Mariana ha protagonizado varias telenovelas como Flor y Canela y Alcanzar una estrella, que fue su telenovela de mayor éxito. Aparte de telenovelas, Mariana también trabajó como presentadora de televisión en el programa mexicano Mi barrio durante casi dos años.

### Carrera musical

#### Con Timbiriche
Mariana fue miembro original del grupo Timbiriche, junto con Paulina Rubio, Benny Ibarra, Alix Bauer, Diego Schoening y Sasha Sokol. Compartió créditos con integrantes que se sumaron después como Erik Rubín, Eduardo Capetillo y Thalía. Abandonó el grupo en 1987, cediendo su lugar a Edith Márquez. Dentro del grupo, grabó once álbumes en total. En 2007, se reunieron una vez más para celebrar los 25 años del grupo con una gira, 3 discos y un documental realizado por Carlos Marcovich. En 2017, el grupo regresó para celebrar 35 años de su fundación.

## Vida privada
En su vida personal, Mariana está divorciada del actor Pablo Perroni, y es madre de dos niñas, una llamada Shamadhi (de su anterior matrimonio con Benjamín Alarcón) y María (hija de Pablo Perroni).

## Discografía

### Con Timbiriche
- 1982: Timbiriche
- 1982: La Banda Timbiriche
- 1983: La Banda Timbiriche: En concierto
- 1983: Timbiriche disco ruido
- 1984: Timbiriche Vaselina
- 1985: Timbiriche Rock Show
- 1987: Timbiriche VII
- 1998: Timbiriche, el concierto
- 2007: Timbiriche 25 (nuevas versiones)
- 2017: Timbiriche juntos (nuevas versiones)

### Como solista
- 1990: Alcanzar una estrella (sencillo)
- 1991: Solidaridad (sencillo)
- 1992: Más que alcanzar una estrella (sencillo)
- 1999: Ellas cantan a Cri Cri (Disco especial, junto a otras cantantes)
- 2000: Todo tiene tambor en el año 2000 (primer álbum como solista)
- 2001: Nos toca (sencillo)

## Filmografía

### Telenovelas
| Año       | Telenovelas              | Personaje                      | ref   |
| --------- | ------------------------ | ------------------------------ | ----- |
| 1979      | Elisa                    |                                |       |
| 1988      | Dos vidas                | Juliana Ascencio               |       |
| 1988      | Flor y canela            | Marianela #1                   |       |
| 1990      | Alcanzar una estrella    | Lorena Gaitán / Melissa        |       |
| 1991      | Alcanzar una estrella II | Lorena Gaitán                  |       |
| 1992      | Carrusel de las Américas | Consuelo                       |       |
| 1992-1993 | Tenías que ser tú        | Santa Robles                   |       |
| 1994      | A flor de piel           | Mariana Bravo                  |       |
| 2005-2006 | Alborada                 | Esperanza de Corsa de Manrique |       |
| 2009      | Atrévete a soñar         | Profesora Patricia             | [ 4 ] |
| 2013      | Mentir para vivir        | María Jiménez                  | [ 5 ] |
| 2022      | Vencer la ausencia       | Margarita Rojas                | [ 6 ] |

### Series de televisión
| Año       | Series                       | Personaje                                                              | ref   |
| --------- | ---------------------------- | ---------------------------------------------------------------------- | ----- |
| 2012      | Como dice el dicho           | María Jiménez                                                          | [ 7 ] |
| 1994      | Mujer, casos de la vida real | Invitada Especial en 3 episodios: 2 episodios en 1994, 1 episodio 2004 |       |
| 2008-2009 | Plaza Sésamo                 | Susana - 28 episodios, 2008-2009                                       | [ 8 ] |

### Películas
| Año  | Película                              | Personaje                                             | ref |
| ---- | ------------------------------------- | ----------------------------------------------------- | --- |
| 1979 | Amor a la mexicana                    |                                                       |     |
| 1992 | Más que alcanzar una estrella         | Rosita                                                |     |
| 1993 | Las cosas simples                     | (Película especial para televisión)                   |     |
| 1993 | Marianela                             | Marianela (Película especial para televisión)         |     |
| 2006 | Plaza Sésamo: Bienvenida la primavera | Susana                                                |     |
| 2008 | Plaza Sésamo: ¡A mi me gusta contar!  | Susana                                                |     |
| 2008 | Timbiriche: La misma piedra           | Mariana Garza (Película de la historia de Timbiriche) |     |

### Programas
| Año       | Programas                             | Nota                                                | ref |
| --------- | ------------------------------------- | --------------------------------------------------- | --- |
| 1984      | Hola México!!!                        | Como Invitada Especial                              |     |
| 1991-1992 | Mi barrio                             | Conductora del segmento juvenil, junto a Ricky Luis |     |
| 1998      | Timbiriche: El concierto              | Reencuentro con Timbiriche                          |     |
| 2004      | Hoy                                   | Invitada especial, en un episodio en el 2004        |     |
| 2004      | Dilo, dilo                            | Como Conductora sustituta de Adriana Riveramelo     |     |
| 2007      | Buscando a Timbiriche, la nueva banda | Reencuentro con Timbiriche                          |     |

### Teatro
| Año  | Teatro                  | Notas                                                    | ref           |
| ---- | ----------------------- | -------------------------------------------------------- | ------------- |
| 1980 | La maravilla de crecer  |                                                          |               |
| 1984 | Vaselina con Timbiriche | Sonia. En los Televiteatros (Hoy Centro Cultural Telmex) |               |
| 1989 | Oz, el mago de Oz       |                                                          |               |
| 1993 | El soldadito de plomo   |                                                          |               |
| 1994 | Él y sus mujeres        |                                                          |               |
| 2000 | Todo tiene tambor       |                                                          |               |
| 2003 | Musical, "Regina"       |                                                          |               |
| 2004 | Yo madre, yo hija       |                                                          |               |
| 2004 | Musical "Pinocho"       |                                                          |               |
| 2005 | Sherezada               |                                                          |               |
| 2014 | Aquí y ahora            |                                                          | [ 9 ]         |
| 2016 | Lobos por corderos      |                                                          | [ 10 ]        |
| 2016 | Critica a Chicago       |                                                          | [ 11 ] [ 12 ] |
| 2021 | Pequeñas grandes cosas  |                                                          | <ref>         |

## Premios y nominaciones

### Premios TVyNovelas
| Año  | Categoría                 | Programa/Telenovela   | Resultado |
| ---- | ------------------------- | --------------------- | --------- |
| 1993 | Mejor villana             | Tenías que ser tú     | Nominada  |
| 1991 | Mejor revelación femenina | Alcanzar una estrella | Ganadora  |

### Premios Eres
| Año  | Categoría    | Programa/Telenovela   | Resultado |
| ---- | ------------ | --------------------- | --------- |
| 1991 | Mejor actriz | Alcanzar una estrella | Nominada  |